# Most Bartoszowicki
Most Bartoszowicki – (niem. Barthelner Brűcke) most konstrukcji stalowej, we Wrocławiu, położony w pobliżu osiedli Bartoszowice i Strachocin nad jazem stopnia wodnego Kanału Powodziowego.
Powstał w latach 1913–1917 w związku z budową infrastruktury kanałów Powodziowego i Żeglugowego. Stalowa trójprzęsłowa konstrukcja wsparta została na betonowo-ceglanych przyczółkach. Most ma długość 110,2 m, wysokość 3,8 m i szerokość 5,5 m i jest najwęższym mostem we Wrocławiu. Po powodzi tysiąclecia w roku 1997 został wyremontowany. W nocy most jest oświetlony.

## Bibliografia

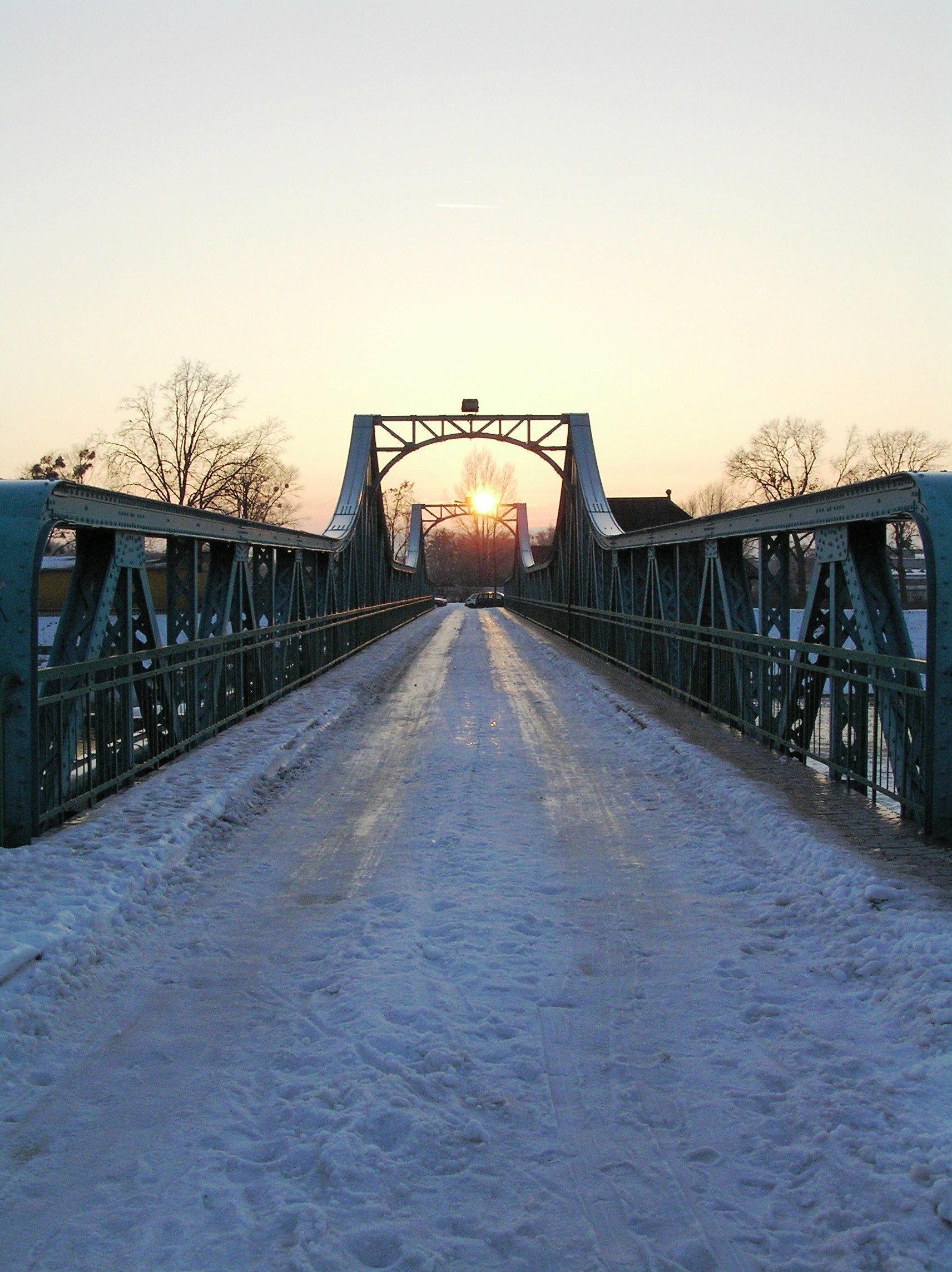
Most Bartoszowicki zimą
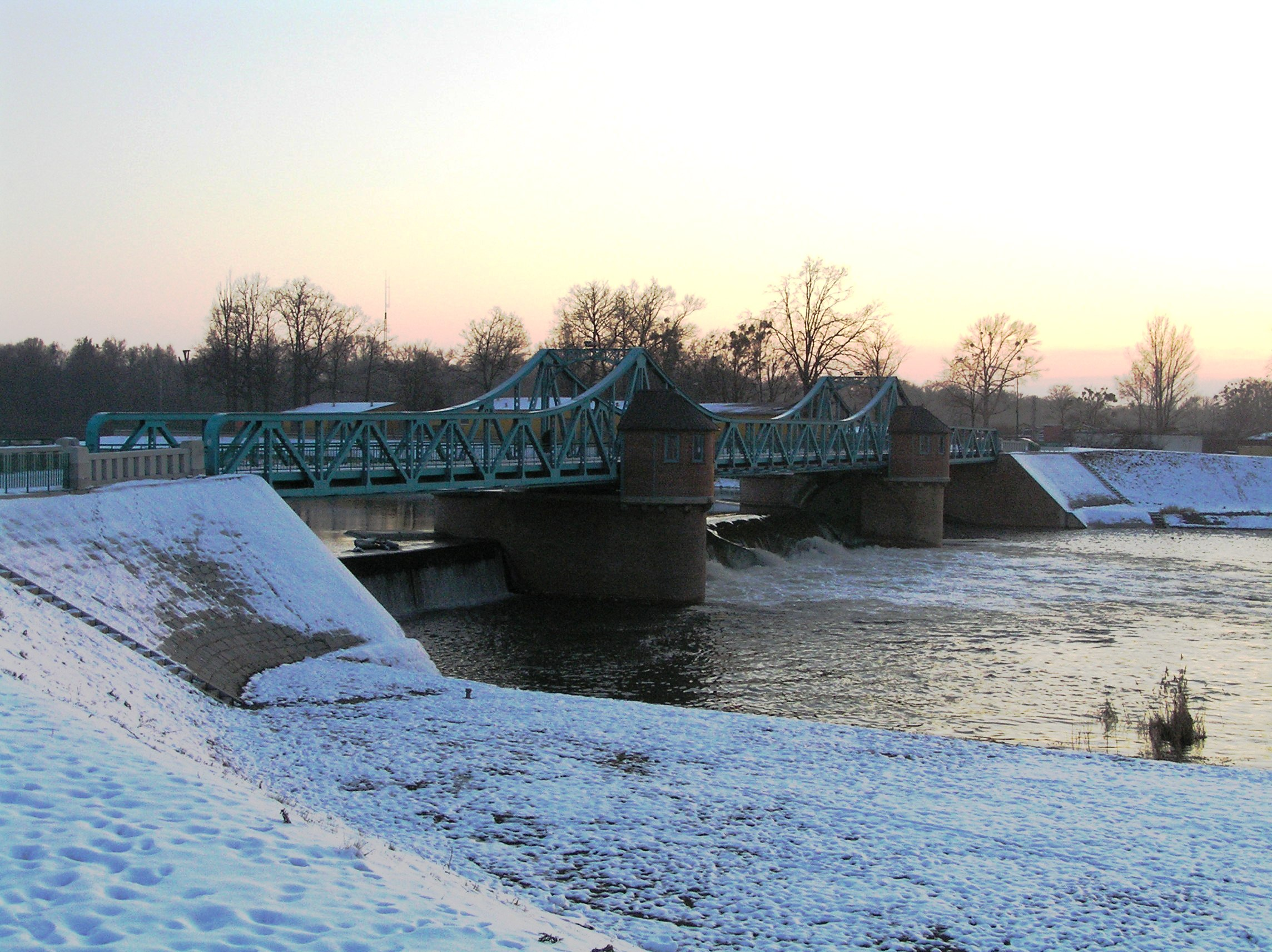
Most Bartoszowicki z północy
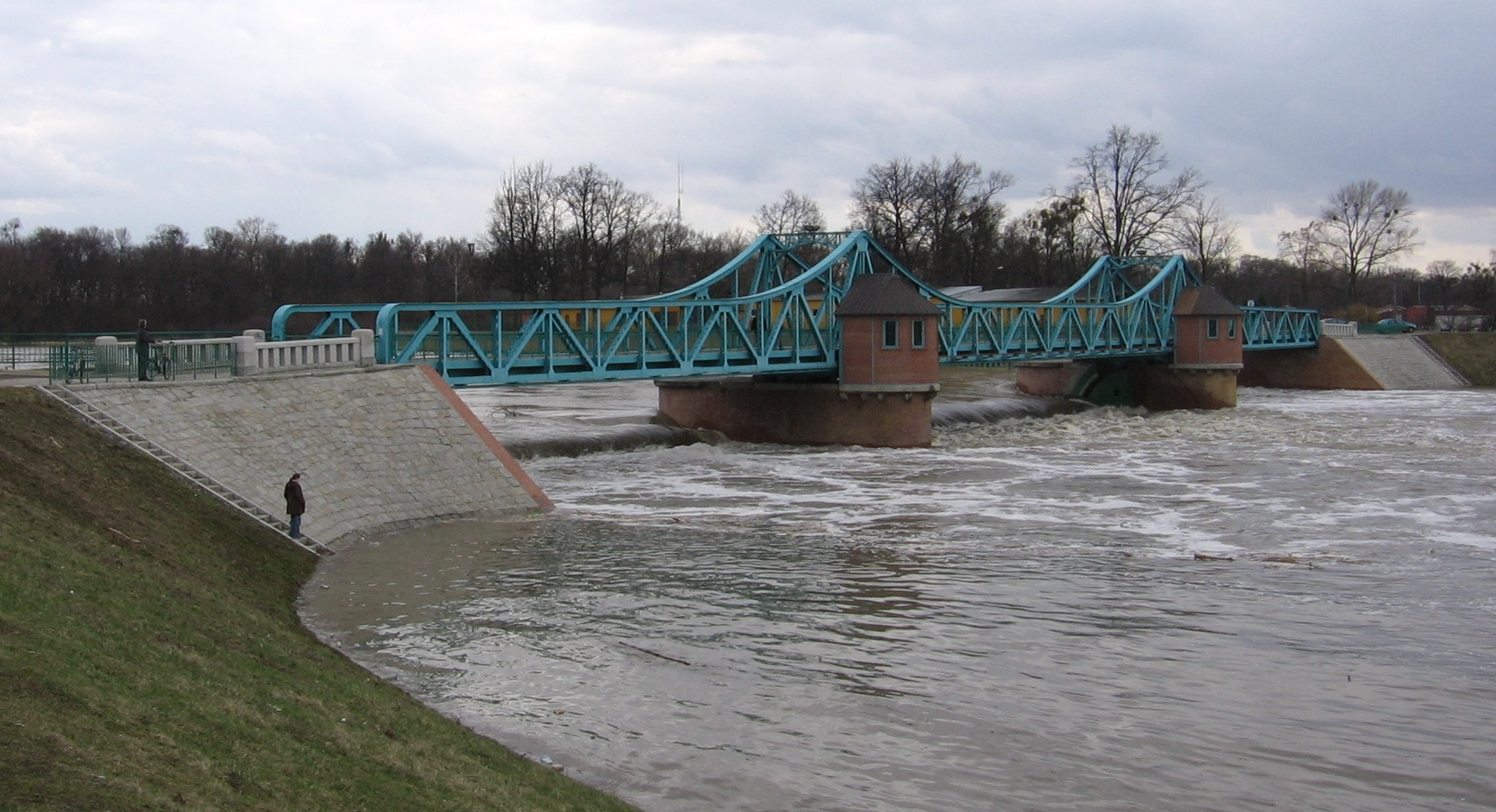
Most Bartoszowicki z północy podczas wysokiej wody
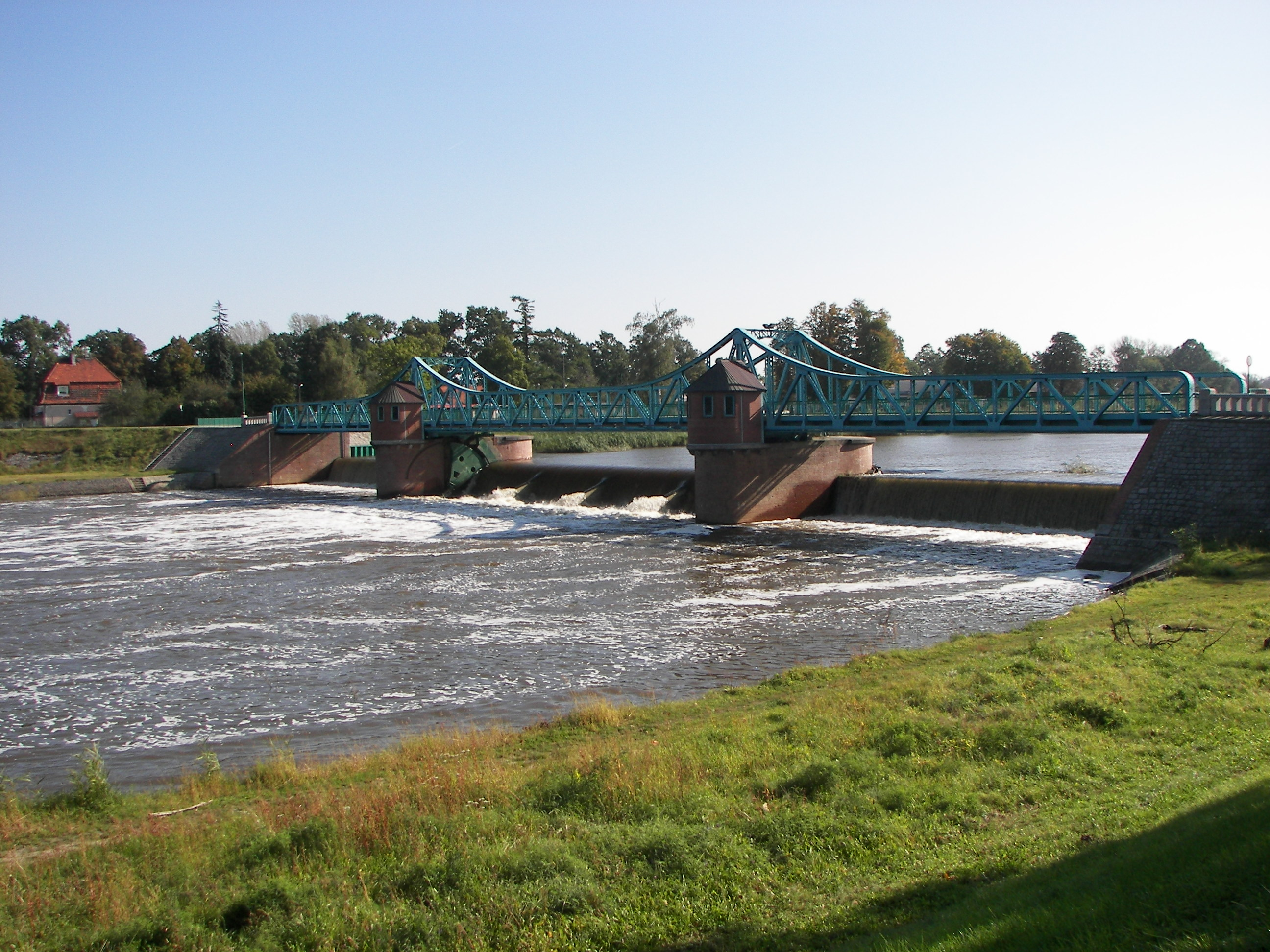
Most Bartoszowicki z południowego zachodu